# A. Kirsten

Reedereiflagge A. Kirsten

Adolph Kirsten

Die Reederei A. Kirsten in Hamburg war die zweitälteste deutsche Reederei. Nur Sloman ist älter.

## Geschichte
1801 nahm John Fontenay (1770–1835) seine berufliche Tätigkeit als Schiffsmakler in Hamburg auf. 1802 heiratete er die vermögende Witwe Anna Catharina Kirsten, geb. Ballheimer. Die Witwe eines Schlachters brachte vier unmündige Kinder in die Ehe ein. 1827 übernahm John Fontenays Stiefsohn Heinrich Friedrich Kirsten die Maklerfirma Fontenay & Hesleden. Nach Fontenays Tod 1835 benannte er die Firma in H. F. Kirsten um. Nach dem Tod von H. F. Kirsten (1866) übernahm Adolph Kirsten (1839–1915) die Firma seines Vaters und gründete am selben Tag die Schiffsmaklerfirma A. Kirsten. 1878 gründete Adolph Kirsten unter dem Namen A. Kirsten seine eigene Reederei und nahm seinen Bruder Robert mit in die Firma auf.
Die Kontorflagge der Reederei ist aus dem Rennstander entstanden, den die Söhne Heinrich Friedrich Kirstens als Jungen bei Regatten auf der Alster führten. Am 24. September 1854 startete zum ersten Mal ein Kirstenboot unter diesem Wimpel bei einer Alsterregatta. Seither erschien die rotweiße Rennflagge bei allen Regatten, wo Kirstenboote segelten.
Die Kontorflagge ähnelte dem Antwortstander aus dem Flaggenalphabet: Der spitz zulaufende Wimpel mit senkrechten abwechselnd roten und weißen Streifen, hatte in Seefahrtskreisen den Namen Durchwachsener Speck (fett und mager) eingebracht. Die Schornsteinfarbe war schwarz. In der Familie wurde die Flagge auch gerne Badebüx genannt. Da Adolph Kirsten ein großer Shakespeare-Verehrer war, erhielten fast alle Schiffe von Anfang an Namen aus Werken des englischen Dichters.

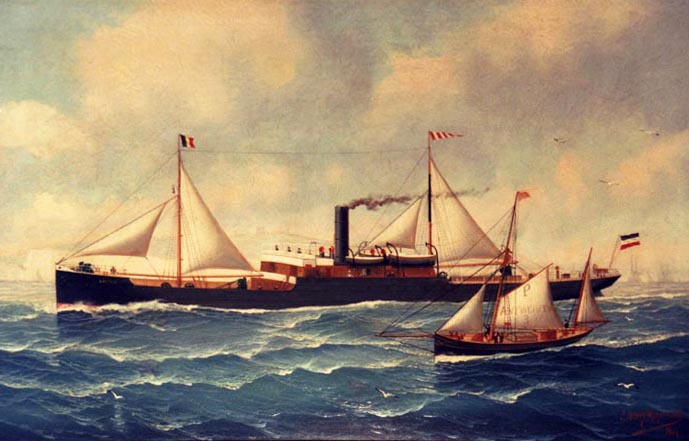
Dampfer Lavinia der Reederei Kirsten, Baujahr 1887

Kirsten begann 1879 mit Liniendiensten nach Großbritannien und versuchte sich dann mit Linien zur Westküste Südamerikas (Hamburg-Pacific-Dampfschiffs-Linie, 1886–1898) und nach Indien (Hamburg-Calcutta-Linie AG, 1888–1897).
Den regelmäßigen Linienverkehr zwischen Hamburg und Linien betrieb die Reederei 1910 mit 17, im Jahre 1914 sogar mit 23 Schiffen. Diese Schiffe legten vielfach auch einen Zwischenstopp in Antwerpen ein.
Bei Ausbruch des Ersten Weltkrieges besaß die Reederei 29 Schiffe mit fast 30.000 BRT. Davon verblieb ihr nach dem Krieg lediglich ein Restbestand von acht Schiffen. Der ursprüngliche Geschäftszweig als Agentur half beim Wiederaufbau des Reedereigeschäfts. Zunächst beschränkte man sich wieder auf das angestammte Fahrtgebiet Hamburg-London, später erweiterte Kirsten seine Fahrtgebiete von London bis in die Rheinhäfen hinauf. Es folgten Trampfahrt zum Mittelmeer und Nordwestafrika. Der Zweite Weltkrieg endete ebenfalls mit dem Verlust fast der gesamten Flotte mit Ausnahme des 1908 gebauten 1047-BRT-Dampfers Jessica und des Frachtdampfers Ophelia, der noch bis in die späten 1940er Jahre als Sperrbrecher 172 bei der GMSA weiterfuhr.
Die traditionell guten Beziehungen der Reederei mit England ermöglichten 1949 die Wiederaufnahme der Dienste im Bereich London, Rotterdam und den Rhein hinauf. Neue Wege beschritt die Reederei mit Einrichtung der Hamburg-Chicago-Linie, die sie ab den frühen 1950er Jahren gemeinschaftlich mit der Reederei Sartori & Berger erfolgreich betrieb. Für die dafür in Auftrag gegebenen Neubauten mussten strikt die maximale Länge von 79 Metern eingehalten werden, die von den 29 Schleusen auf dem Sankt-Lorenz-Seeweg zu den Großen Seen hinauf vorgegeben waren. Die Dienste auf dem Rhein wurden von London bis nach Basel ausgedehnt. Dabei fielen die Kirstenschiffe ins Auge, weil sie als einzige mit richtigen Rettungsbooten ausgerüstet waren.
Die drei in den Jahren 1957/58 von der Stülckenwerft abgelieferten 5000-Tonner (Gesamtlänge 106 Meter) Virgilia, Valeria und Volumnia waren zwar speziell für den winterlichen Nordatlantik und die Große-Seen-Fahrt äußerst robust gebaut, aber dennoch in mehrfacher Weise am künftigen Bedarf vorbei geplant. Sie waren von einer einzigen Ausnahme abgesehen (die jedoch vom Helgen weg gleich weiterverkauft wurde) die größten Schiffe, die A. Kirsten je in Auftrag gegeben hatte. Trotzdem waren sie durch ihre inzwischen zu geringe Ladungskapazität wegen des seit 1959 großzügig ausgebauten Sankt-Lorenz-Seewegs, der seitdem auch das Befahren der Großen Seen mit großen Seeschiffen gestattete, nicht mehr konkurrenzfähig und konnten deshalb in späteren Jahren nur noch zu unbefriedigenden Raten für einzelne Reisen in wechselnden Fahrtgebieten oder in Zeitcharter beschäftigt werden. Sie mögen – neben dem gleichzeitigen Strukturwandel in der Englandfahrt – wohl auch dazu beigetragen haben, dass die Reederei A. Kirsten im Jahr 1975 nach 148-jährigem Bestehen Konkurs anmelden musste.

## Familiengräber

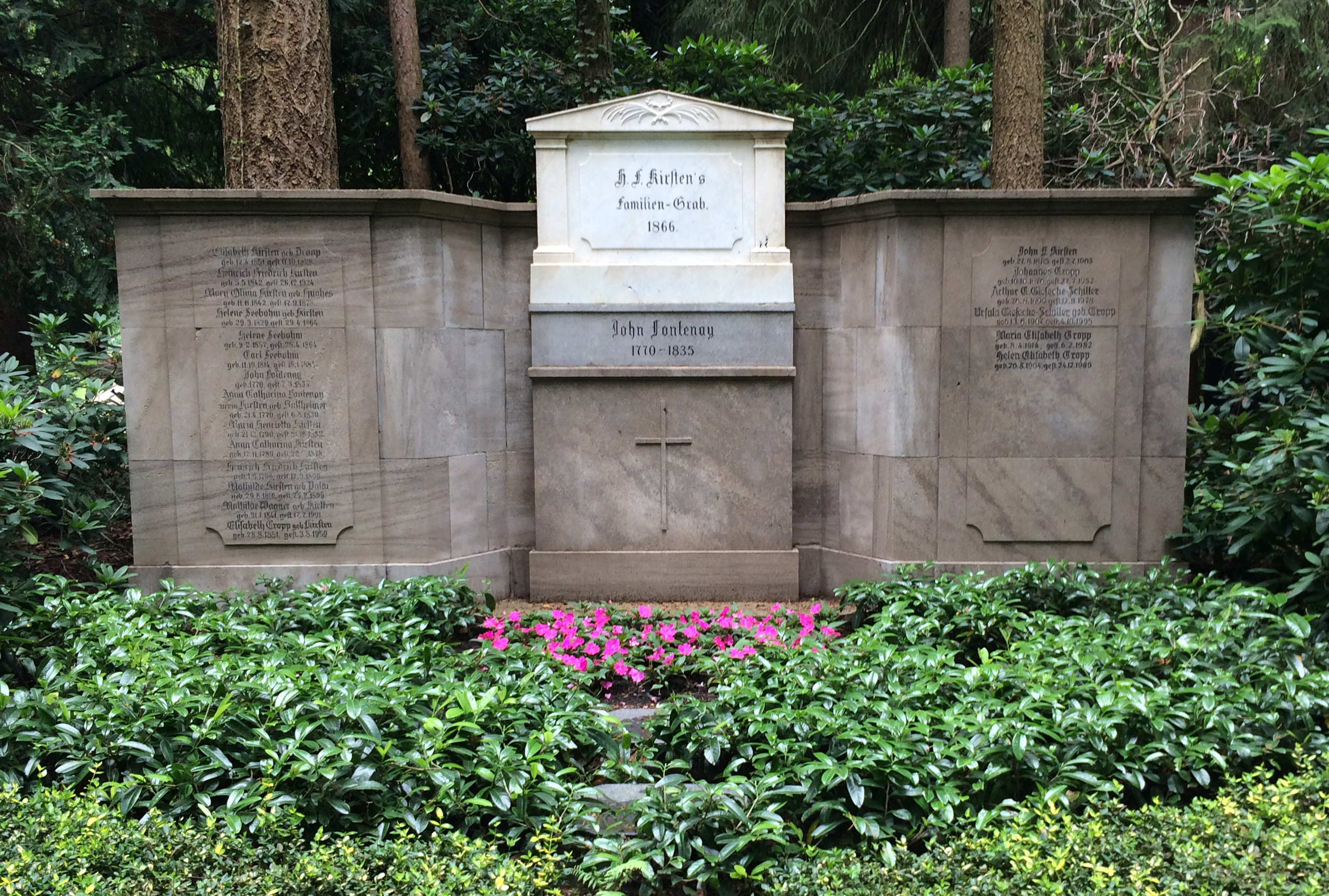
Familiengrab H. F. Kirsten

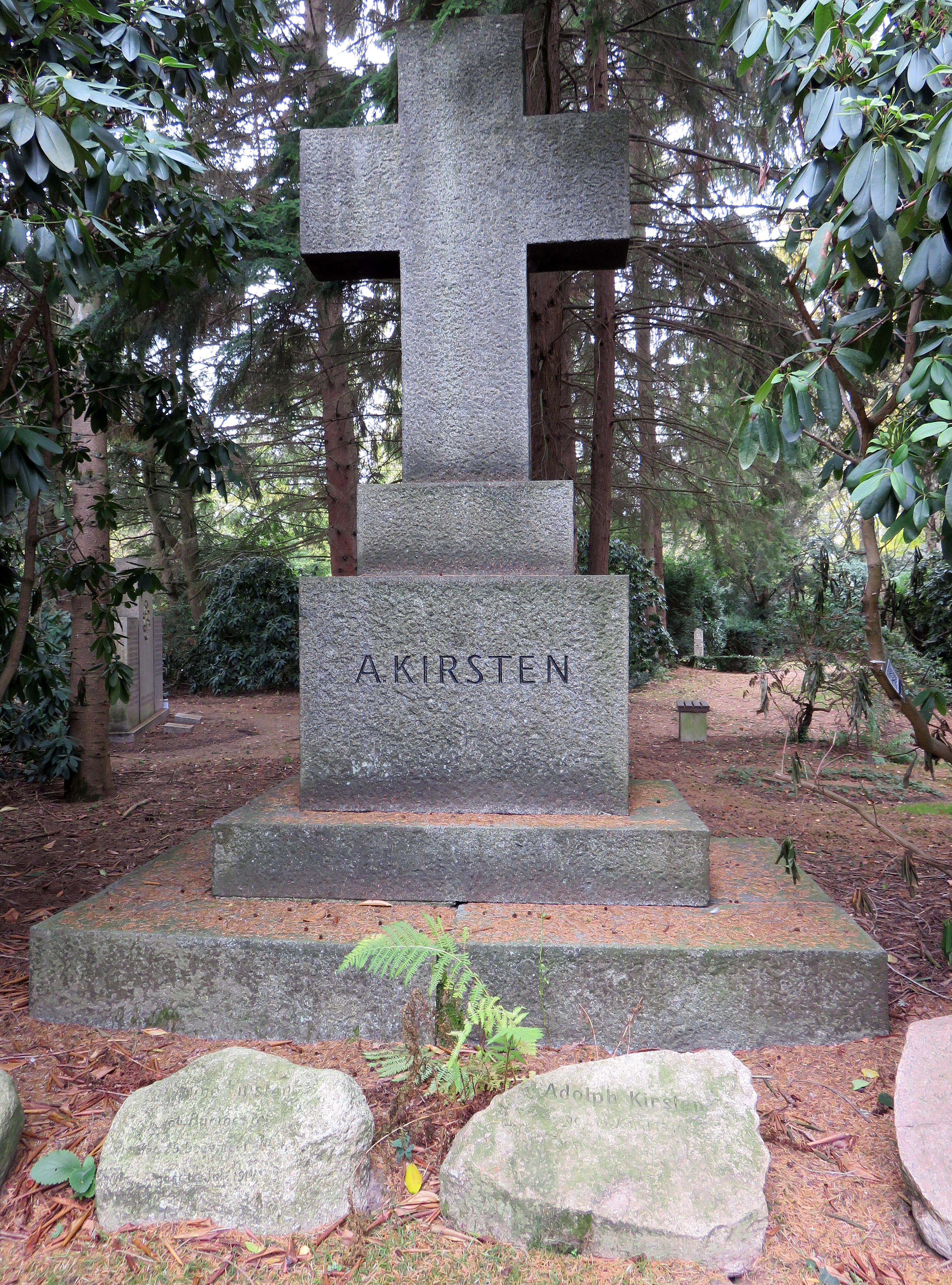
Familiengrab A. Kirsten mit Kissenstein Adolph Kirsten

Nach John Fontenays Tod 1835 erwarb seine Witwe eine Gruft auf dem Begräbnisplatz der St. Michaeliskirche vor dem Dammtor. Das war nur wenige Fußminuten vom Familienstammsitz entfernt und außerhalb der Stadtmauern. Diese stadtnahen Begräbnisplätze wurden 1879 für Beerdigungen geschlossen. Daraufhin erwarb die Familie eine Grabstätte auf dem Ohlsdorfer Friedhof (Planquadrat Z 11). Erst seit 1924 liegen hier auch die Gebeine von John Fontenay. Der Mittelteil des ursprünglichen Grabmals und alle sterbliche Überreste der Familie wurden vom Begräbnisplatz St. Michaelis nach Ohlsdorf verbracht. Eine Gravur mit dem Namen Fontenays auf einer schmalen Marmorplatte am Familiengrab erinnert heute an den berühmten Hamburger Kaufmann amerikanischer Herkunft.
Darüber hinaus findet sich bei Planquadrat T 21 (südöstlich Kapelle 2, nördlich Kapellenstraße) das Familiengrab „A. Kirsten“ einschließlich Kissenstein für Adolph Kirsten.

## Schiffe der Reederei
Die folgende Aufzählung enthält einige der Schiffe, welche für die Reederei im Einsatz waren:
- Ophelia – Frachtschiff 1911
- Desdemona – Frachtschiff 1952
- Alster – Frachtschiff 1896
- Adriana
- Banda
- Baria
- Delia
- Rhein – Frachtschiff 1897
- Lavinia (siehe Abbildung)
- Luciana
- Modestia
- Octavia
- Volumnia